# Alex Corbisiero
Alexander Richard Corbisiero (Nueva York, 30 de agosto de 1988) es un jugador británico de rugby que se desempeña como pilar.

## Selección nacional
Fue convocado al XV de la Rosa por primera vez en febrero de 2011 para enfrentar a la Azzurri. Hasta el momento jugó 20 partidos y no marcó puntos.

### Participaciones en Copas del Mundo
Por el momento solo disputó la Copa del Mundo de Nueva Zelanda 2011 donde jugó todos los partidos y el XV de la Rosa ganó su grupo con todas victorias, eliminando al XV del Cardo, pero resultó eliminada en cuartos de final tras caer ante Les Bleus.
| Mundial                       | Sede          | Resultado        | PJ | Tries |
| ----------------------------- | ------------- | ---------------- | -- | ----- |
| Copa Mundial de Rugby de 2011 | Nueva Zelanda | Cuartos de final | 4  | 0     |

## Leones británicos
Fue seleccionado a los British and Irish Lions para integrar el plantel que partió de gira a Australia en 2013. Corbisiero jugó dos de los tres test–matches frente a los Wallabies y marcó un try para la victoria final.

## Palmarés
- Campeón del Torneo de las Seis Naciones de 2011.
- Campeón de la Copa Desafío Europeo de 2013–14.
- Campeón de la Premiership Rugby de 2013–14.